# Harald Schießl
Harald Schießl (* 28. Juni 1974; † 1. Dezember 2022) war ein deutscher Jurist. Er war seit dem 9. April 2015 Richter am Bundesfinanzhof.

## Leben und Wirken
Schießl trat nach Abschluss seiner juristischen Ausbildung mit wirtschaftswissenschaftlicher Zusatzausbildung 2001 in die Finanzverwaltung des Freistaates Bayern ein. Von 2004 bis 2006 war er als Referent im Bundesministerium der Finanzen, von 2006 bis 2009 in der Steuerabteilung der Oberfinanzdirektion Karlsruhe und anschließend in der Steuerabteilung des Finanzministeriums Baden-Württemberg tätig. 2009 wechselte Schießl als Richter an das Finanzgericht Baden-Württemberg. Seit 2011 war er als wissenschaftlicher Mitarbeiter an den Bundesfinanzhof abgeordnet. Schießl war promoviert.
Das Präsidium des Bundesfinanzhofs wies Schießl dem IV. Senat zu, der vornehmlich für Personengesellschaften und die Einkünfte aus Land- und Forstwirtschaft zuständig ist. Im April 2016 wechselte er in den für die Besteuerung von Einkünften aus Vermietung und Verpachtung sowie der gewerblichen Einkünfte aus der Veräußerung von Anteilen an Kapitalgesellschaften zuständigen IX. Senat.
Schießl verstarb 48-jährig nach langer schwerer Krankheit.